# Монтелуро (Пезаро и Урбино)
Монтелуро је насеље у Италији у округу Пезаро и Урбино, региону Марке.
Према процени из 2011. у насељу је живело 58 становника. Насеље се налази на надморској висини од 223 м.